# خرم‌آباد سفلی
خرم‌آباد سفلی، روستایی از توابع بخش مرکزی شهرستان روانسر در استان کرمانشاه ایران است.

## جمعیت
این روستا در دهستان حسن‌آباد قرار دارد و براساس سرشماری مرکز آمار ایران در سال ۱۳۸۵، جمعیت آن ۴۴۴ نفر (۱۰۳خانوار) بوده‌است.